# Neolatine Romanische

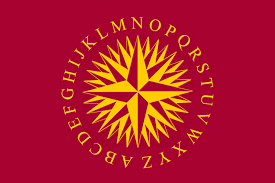
Logo des Projekts Vía Neolatina.

Der Neolatine Romanische, oder einfach Neolatine genannt, ist eine panromanische Sprache, das heißt, eine kodifizierte sprachliche Variante auf romanischer Basis, die das gesamte Spektrum der lateinischen Sprache repräsentiert. Sie kann als ein Vorschlag für eine Standardsprache für die gesamte romanische Sprachfamilie betrachtet werden und gleichzeitig als eine zonale konstruierte Sprache, da sie das Ergebnis einer sprachlichen Kodifizierung aus einer konkreten Gruppe, in diesem Fall den lateinischen Sprachen, ist. Es sollte betont werden, dass diese zonale Sprache sich ausschließlich auf den linguistischen Bereich beschränkt und keinen sozialen oder politischen Aspekt umfasst.